# Polyxena van Hessen-Rheinfels-Rotenburg

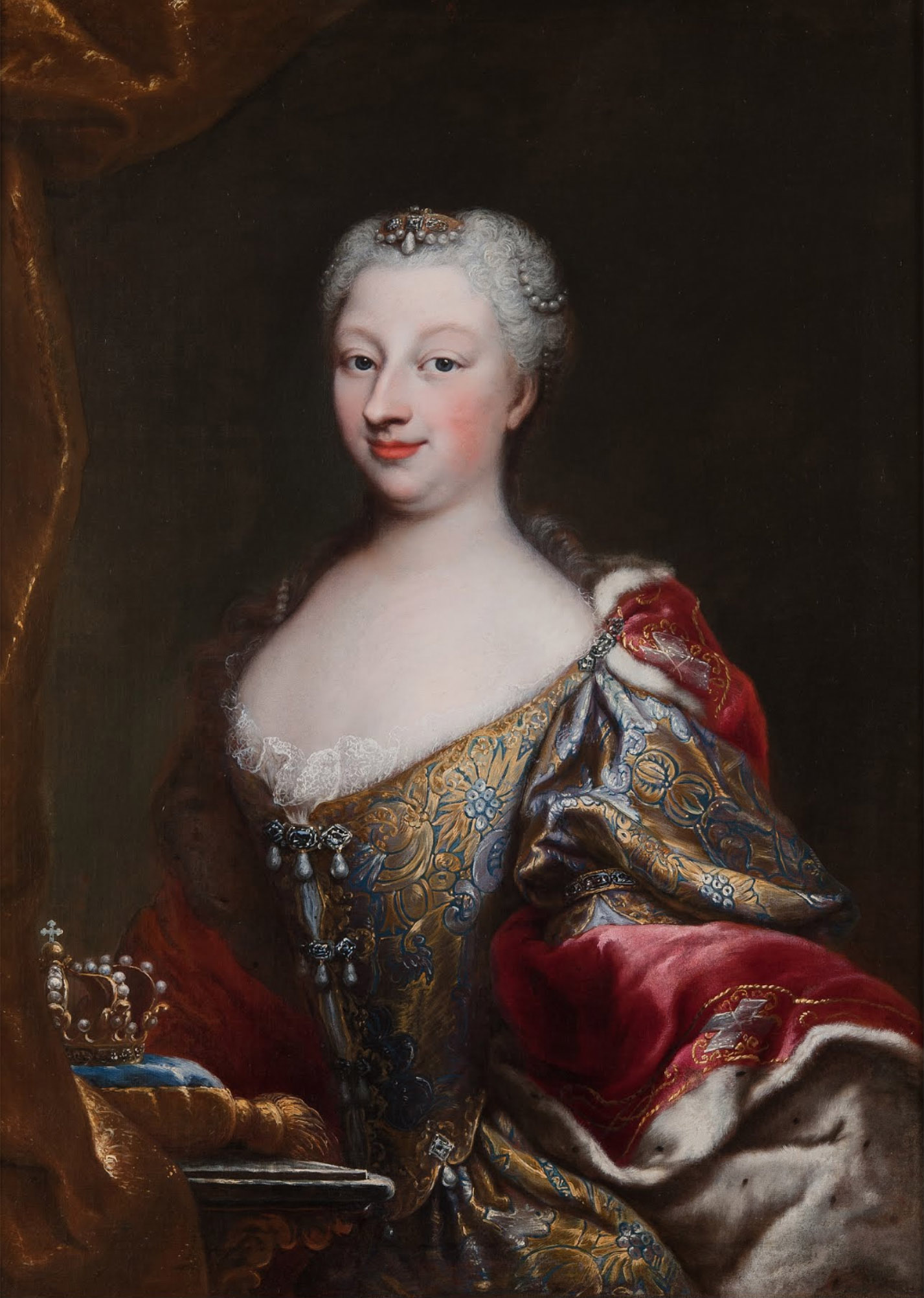
Portret van Polyxena van Hessen-Rheinfels-Rotenburg.

Polyxena Christina Johanna van Hessen-Rheinfels-Rotenburg (Langenschwalbach, 21 september 1706 - Turijn, 13 januari 1735) was van 1730 tot aan haar dood koningin van Sardinië. Ze behoorde tot het huis Hessen-Kassel.

## Levensloop
Polyxena was een dochter van landgraaf Ernst Leopold van Hessen-Rheinfels-Rotenburg uit diens huwelijk met Eleonora, dochter van graaf Maximiliaan Karel Albrecht van Löwenstein-Wertheim-Rochefort. Van 1720 tot haar huwelijk in 1724 was ze stiftdame van Sticht Thorn, wat ze vanaf 1721 ook was in Sticht Essen.
Op 2 juli 1724 werd ze verloofd met hertog Karel Emanuel van Sardinië (1701-1773), oudste zoon van koning Victor Amadeus II van Sardinië. Diens eerste echtgenote Anna Christina Louise van Palts-Sulzbach, een nicht van Polyxena, was een jaar voordien overleden. Op 20 augustus 1724 vond het huwelijk van Karel Emanuel en Polyxena plaats in Thonon.
Na de abdicatie van haar schoonvader Victor Amadeus II in 1730 werden Karel Emanuel III en Polyxena koning en koningin van Sardinië. Ze gebruikte de invloed op haar echtgenoot om zijn vader te laten opsluiten in het kasteel van Moncalieri, gezien die opnieuw aan de macht probeerde te komen. Tegelijk werd ze als koningin geprezen om haar goede karakter en deugdzaamheid. In 1732 stichtte ze een opvangtehuis voor jonge moeders in Turijn en eveneens liet ze het Villa della Regina-paleis, het jachtslot Stupinigu en de Sint-Jozefkerk van Turijn restaureren. Verder liet ze architect Filippo Juvarra verschillende bouwwerken uitvoeren, populariseerde ze Chinoiserie en was ze de beschermvrouwe van schilder Giovanni Battista Crosato.
Polyxena overleed in januari 1735 op het Koninklijk Paleis van Turijn, na een maandenlange ziekte. De amper 28-jarige koningin werd bijgezet in de Basiliek van Superga. Haar echtgenoot Karel Emanuel III hertrouwde twee jaar later met Elisabeth Theresia van Lotharingen.

## Nakomelingen
Polyxena en haar echtgenoot Karel Emanuel III kregen zes kinderen:
- Victor Amadeus III (1726-1796), koning van Sardinië
- Eleonora (1728-1781)
- Louise (1729-1767)
- Maria Felicita (1730-1801)
- Emanuel Filibert (1731-1735)
- Karel (1733)